# Nicholas Revett
Nicholas Revett (Framlingham?, 1720 – Londra, 1804) è stato un architetto britannico.
Revett è conosciuto per il suo lavoro con James "Athenian" Stuart che documenta le rovine dell'antica Atene. A volte è descritto come un architetto dilettante, ma ha svolto un ruolo importante nella rinascita dell'architettura greca.
Si ritiene che Revett sia nato a Framlingham, nel Suffolk,  sebbene la sua famiglia vivesse a Brandeston nelle vicinanze. Fu battezzato nella chiesa di San Michele Arcangelo, Framlingham.
Studiò con il pittore proto-neoclassico Marco Benefial.
Morì a Londra, e fu sepolto a Brandeston.

## Biografia

### Prima spedizione
Revett conobbe James Stuart in Italia dove si erano recati per approfondire la loro formazione artistica. Decisero di recarsi in Grecia. Secondo il Dictionary of National Biography, prima di visitare la Grecia conobbero Sir James Gray, KB, britannico residente a Venezia, e attraverso la sua agenzia furono eletti membri della Society of Dilettanti a Londra. La Società è stata fondata da uomini tra cui Gray che aveva partecipato al Grand Tour: il suo patrocinio doveva rivelarsi importante per Revett.
In Grecia soggiornarono principalmente ad Atene, dove arrivarono nel 1751. Visitarono anche le isole dell'Egeo, compresa Delo.

### Le antichità di Atene
In Inghilterra Revett e Stuart prepararono il loro lavoro per la pubblicazione e trovarono sponsor per The Antiquities of Athens. Il progetto doveva consistere in quattro volumi, anche se uscì anche un volume supplementare. Le illustrazioni includono 368 tavole incise, piani e mappe disegnate in scala.  Sebbene il loro rivale francese Julien-David Le Roy abbia pubblicato il suo libro sui monumenti dell'antica Grecia Les Ruines des plus beaux bâtiments de la Grèce prima di The Antiquities of Athens, l'accuratezza del lavoro di Revett e Stuart dà alla loro indagine la pretesa di essere la prima del suo genere negli studi sull'antica Grecia; per esempio, Revett e Stuart furono i primi europei a descrivere l'esistenza dell'antica policromia greca.
Il primo volume, in cui gli autori sono descritti come "pittori e architetti", apparve nel 1762-3. Revett rinunciò al progetto dopo il primo volume, ma Stuart continuò a essere coinvolto fino alla sua morte nel 1788. Il quarto volume apparve nel 1816, anno in cui i marmi di Elgin furono acquisiti dal governo britannico.

### Seconda spedizione
Revett prese parte a una seconda spedizione negli anni '60 del Settecento. Con Richard Chandler e altri viaggiò in Grecia e in Ionia sotto gli auspici della Society of Dilettanti. (Sembra che abbia litigato con Stuart dopo la pubblicazione del primo volume  di The Antiquities of Athens). Il mandato, redatto il 17 maggio 1764, era che i viaggiatori facessero di Smirne il loro quartier generale, e da lì "..per fare escursioni ai numerosi resti dell'antichità in quel quartiere; per fare piani e misurazioni esatte, per fare disegni accurati dei bassorilievi e ornamenti..copiando tutte le iscrizioni che incontrerai e tenendo minuti diari."

## Edifici di Nicholas Revett
Non ci sono molti edifici attribuiti a Revett. Si considerava un gentiluomo e probabilmente era sufficientemente benestante da non doversi guadagnare da vivere, anche se si dice che avesse avuto "difficoltà finanziarie" verso la fine della sua vita.

### Case
Aggiunte
Revett progettò due aggiunte "greche" alle case di campagna inglesi che probabilmente diedero inizio al periodo architettonico del "revivalismo greco" britannico dagli anni '60 del Settecento. Entrambi i proprietari erano membri della Society of Dilettanti. Le proprietà in questione erano:
- Standlynch Park, Wiltshire, ora conosciuto come Trafalgar Park

Revett ha aggiunto un portico a questa casa che era la casa di Henry Dawkins (fratello del suo amico e compagno esploratore, James Dawkins).
- West Wycombe Park, Buckinghamshire

Revett aggiunse il portico ovest a questa casa nel 1771, che era la casa di Sir Francis Dashwood. Il portico è basato sul tempio di Bacco a Teos. Il tema bacchico si addiceva alla stravagante convivialità di Sir Francis, segno distintivo dei Dilettanti. Il soffitto è una citazione di una delle strutture di Palmyra, riprodotta in Ruins of Palmyra di Robert Wood. Per i dettagli vedere la monografia di Jason M. Kelly.
Edificio completo
- The Rectory, Mereworth, Kent (venduto dalla chiesa nel 1958 e da allora noto come Mere House).

Questa proprietà è stata progettata nel 1780 per il patrono del vivente Sir Francis Dashwood ed è l'unico edificio domestico completo conosciuto di Revett.. Il costruttore era Luffman Atterbury, un tecnico che aveva lavorato per Dashwood a West Wycombe. Furono apportate modifiche intorno al 1830 e al 1876, ma molte delle caratteristiche di Revett rimangono;
Chiesa
La chiesa di Ayot St Lawrence, nell'Hertfordshire (un edificio degli anni '70 del Settecento) è stata citata ad esempio dal necrologi di Revett in The Gentleman's Magazine e da Lionel Cust nel Dictionary of National Biography.

## Pubblicazioni
- con James Stuart: The Antiquities of Athens (1762).
- Richard Chandler, Nicholas Revett: Travels in Asia Minor and Greece.
- Richard Chandler, Nicholas Revett, W. Pars: Ionian Antiquities London 1769. .